# Phare de Sand Hills

Le phare de Sand Hills (en anglais : Sand Hills Light), est un phare du lac Supérieur situé à Ahmeek sur la péninsule de Keweenaw, dans le Comté de Keweenaw, Michigan.
Ce phare est inscrit au Registre national des lieux historiques depuis le 27 juillet 1994 sous le n° 94000746.

## Historique
De 1857 à 1908, le phare d'Eagle River était le seul phare entre la voie navigable Keweenaw Waterway (en) et le phare d'Eagle Harbor. Avec la fin du boom du cuivre dans les années 1870, la rivière Eagle et son port commencèrent à décliner. Il a été recommandé de construire un nouveau phare à Sand Hills où la majeure partie du trafic lacustre passe et de déclasser le phare d'Eagle River.
Un phare à Sand Hills a été autorisé par le Congrès en 1893, mais aucun financement n'a été alloué pour sa construction. Pendant ce temps, le phare d'Eagle River a été mis hors service et vendu en 1908, ne laissant aucun feu de navigation dans la région.
Le phare Sand Hills a finalement été mis en service en 1917, en partie en réponse à un certain nombre de navires qui s'étaient échoués sur Sawtooth Reef  depuis le démantèlement de la lumière à Eagle River. Sand Hills est à mi-chemin entre le phare d'Eagle Harbor et Ontonagon.

Le phare a été achevé en mai 1919 et a été en service pendant 20 ans comme aide à la navigation habitée exploitée par 3 gardiens. Le site comprend un bâtiment à carburant, un garage, un bâtiment de caserne (1916, et utilisé pendant la Seconde Guerre mondiale , et un brise-lames en béton (1917). Le phare était équipé d'une lentille à œil de bœuf du quatrième ordre éclairée par une lampe à vapeur d'huile, qui était visible jusqu'à 18 kilomètres. En 1939, la Garde côtière a assumé la responsabilité du phare et automatisé son utilisation, éliminant ainsi le besoin de gardiens.
En 1942, il a été converti en centre de formation de la Garde côtière en temps de guerre, hébergeant et scolarisant environ 200 stagiaires à la fois. En 1943, il a été fermé comme lieu d'entraînement et est redevenu simplement un phare. Il a continué d'être un phare actif jusqu'en 1954, date à laquelle il a été mis hors service en partie en raison de l'amélioration des prévisions météorologiques et de l'adoption du radar.
Il est resté vide et inactif au cours des années suivantes, avant d'être finalement vendu aux enchères publiques en 1958 à H. Donald Bliss, un agent d'assurance de la région de Détroit.
En 1961, il a été vendu à nouveau à Bill Frabotta, un photographe et artiste de Détroit qui a utilisé le bâtiment du signal de brouillard comme chalet d'été. En 1992, le propriétaire a commencé un projet de reconstruction durant 3 ans et, avec son épouse Mary, a transformé l'ensemble de l'établissement en un Bed and Breakfast Inn de premier ordre .
Plus récemment, en mars 2019, le vphare a été vendu à nouveau à Edward «Bud» Cole, un conservateur historique avec une lignée familiale dans le Keweenaw remontant aux années 1850. Celui-ci possède et gère également le phare d'Eagle River et plusieurs autres bâtiments d'importance historique dans la ville historique d'Eagle River.
En 2001, le bâtiment des signaux de brume a été restauré. La lentille de Fresnel originale du quatrième ordre est exposée au Dossin Great Lakes Museum de Détroit et un objectif similaire est exposé dans le phare. Le bâtiment d'origine du signal de brouillard a  aussi été restauré en 2001 .
Le phare deSand Hills est le "jumeau" du malheureux phare du cap Scotch de 1940 sur l'île Unimak en Alaska. Celui-ci a été détruit le 1er avril 1946 quand un tsunami massif a frappé la station, la détruisant et tuant son équipage de cinq hommes, la pire catastrophe à avoir jamais frappé un phare terrestre de la Garde côtière.
Identifiant : ARLHS : USA-721  .

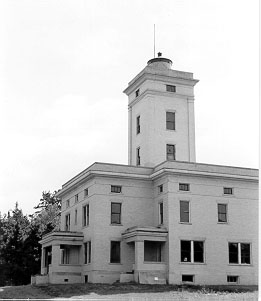
Le phare (photo USCG)
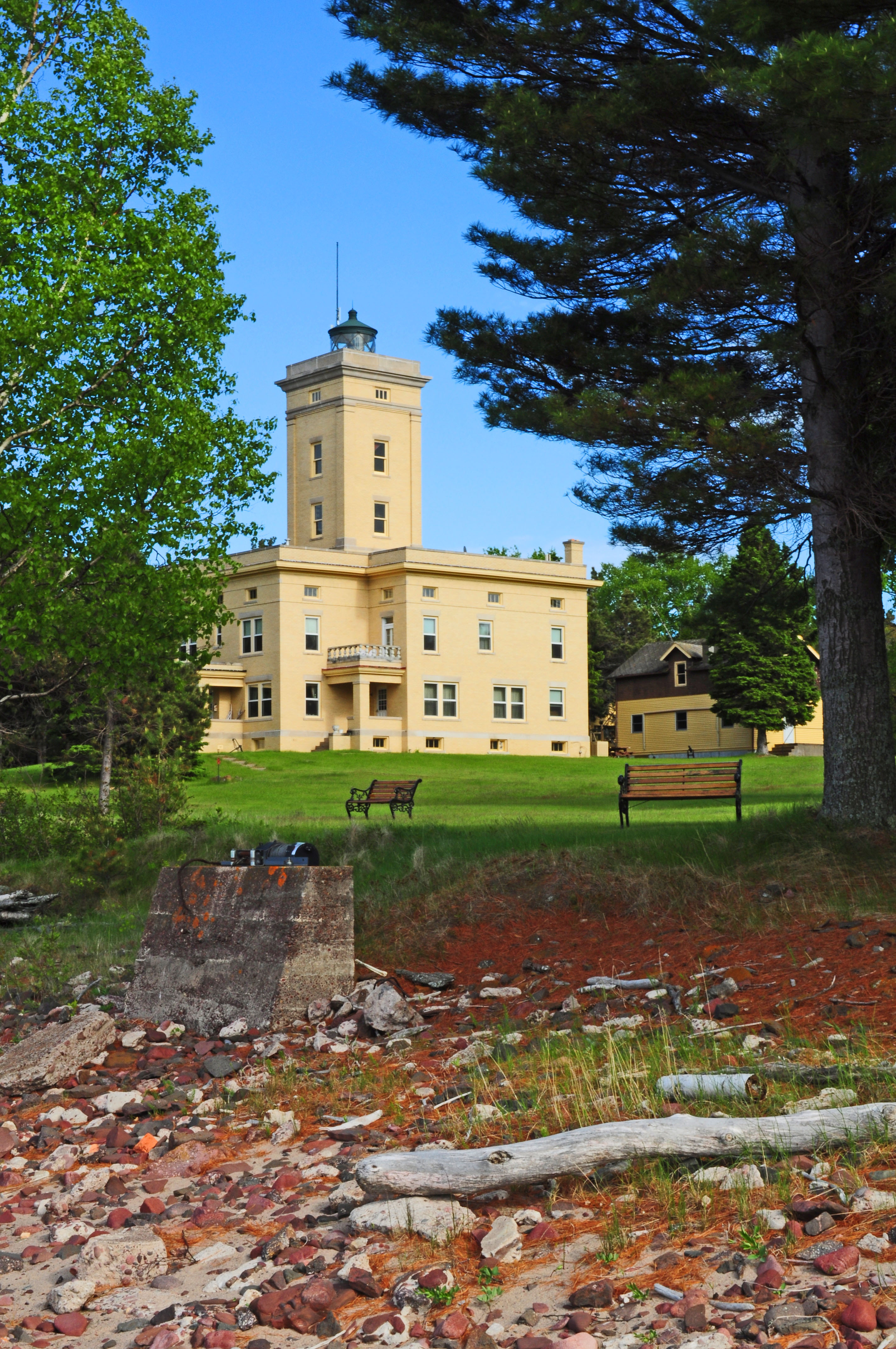
Le phare actuellement

### Lien connexe
- Liste des phares au Michigan